# Janice
Janice es un municipio del distrito de Rimavská Sobota en la región de Banská Bystrica, Eslovaquia, con una población estimada a final del año 2024 de 329 habitantes.
Se encuentra ubicado al este de la región, en la cuenca hidrográfica del río Sajó —un afluente derecho del río Tisza— y cerca de la frontera con la región de Košice y con Hungría.

## Demografía
| Año        | 1994 | 2004     | 2014     | 2024     |
| ---------- | ---- | -------- | -------- | -------- |
| Población  | 173  | 191      | 249      | 329      |
| Diferencia |      | +10,40 % | +30,36 % | +32,12 % |

| Año        | 2023 | 2024    |
| ---------- | ---- | ------- |
| Población  | 313  | 329     |
| Diferencia |      | +5,11 % |